# Monnetier-Mornex
Monnetier-Mornex é uma comuna francesa na região administrativa de Auvérnia-Ródano-Alpes, no departamento da Alta Saboia. Estende-se por uma área de 11.4 km². Em 2010 a comuna tinha 2 350 habitantes (densidade: 206,1 hab./km²).